# Аксютин, Николай Васильевич
Никола́й Васи́льевич Аксю́тин (1916 — 9 апреля 1944) — советский офицер, участник Великой Отечественной войны, командир стрелковой роты 589-го стрелкового полка 216-й стрелковой Краснознамённой дивизии 51-й армии 4-го Украинского фронта, Герой Советского Союза (16.05.1944), капитан.

## Биография
Родился в 1916 году в селе Аксютино Самарской губернии (ныне Асекеевский район, Оренбургская область, Россия) в семье рабочего. По национальности украинец. Окончил начальную школу. Работал слесарем на заводе в посёлке городского типа Орджоникидзе, а позднее в санатории в Ялте.
В Красной Армии с сентября 1941 года. С августа 1942 года на фронтах Великой Отечественной войны. В период войны участвовал в боях на Южном и 4-м Украинском фронтах.
Капитан Н. В. Аксютин отличился 8—9 апреля 1944 года в боях на сивашском плацдарме. Его рота одной из первых ворвалась в траншею противника, уничтожила до тридцати гитлеровцев; развивая наступление, овладела второй траншеей, а затем — узким межозёрным дефиле. Им лично было уничтожено шесть офицеров и солдат, подавлено две огневые точки противника.
Погиб в бою 9 апреля 1944 года.

Указом Президиума Верховного Совета СССР от 16 мая 1944 года за мужество, отвагу и героизм, проявленные в борьбе с немецко-фашистскими захватчиками, капитану Аксютину Николаю Васильевичу посмертно присвоено звание Героя Советского Союза.

## Награды
- Медаль «Золотая Звезда» Героя Советского Союза
- Орден Ленина

## Память
- Похоронен в селе Красноармейское Красноперекопского района. В 1982 году возведён мемориал, ныне — объект культурного наследия регионального значения. Объект культурного наследия народов РФ регионального значения. Рег. № 911710945480005 (ЕГРОКН).